# Кормак на Хаоине Маккарти Риг
Кормак на Хаоине Маккарти Риг (ок. 1490—1567) — гэльский племенной лидер, 13-й принц Карбери из династии Маккарти (1531—1567), владевший почти полумиллионом акров земли на юго-западе Ирландии.

## Рождение и происхождение
Кормак родился в Карбери около 1490 года. Старший сын Донала Маккарти Рига (1450/1460 — 1531), 12-го принца Карбери (1505—1531), и его второй жены Элеоноры Фицджеральд. Семьей его отца была Маккарти Риг, гэльско-ирландская династия, которая происходила от Донала Готта Маккарти (? — 1251), короля Десмонда (1247/1248 — 1251). Его шестой сын Донал Маол Маккарти Риг (? — 1310) был первым независимым правителем Карбери с 1280 года.
Его мать Элеонора Фицджеральд, была дочерью Джеральда Фицджеральда, 8-го графа Килдэра (1456—1513).

## Битва при Морне

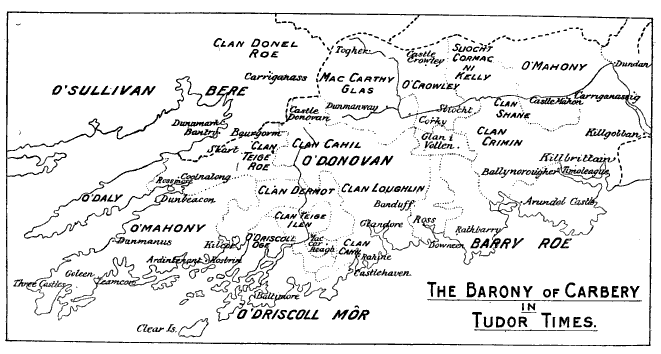
Карбери в период Тюдоров

Битва при Морне или аббатстве Морн, также называемом Клухар и Мур, произошла в 1520 или 1521 году. Это была часть междоусобной борьбы в семье Фицджеральдов из Десмонда, в которой Томас Фицтомас Фицджеральд победил своего племянника Джеймса Фицджеральда, 10-го графа Десмонда, и сменил его на посту 11-го графа Десмонда. Принц Карбери был втянут в это, поскольку Томас Фицтомас был союзником тестя Маккарти, Кормака Оге Лайдира Маккарти. Поэтому Маккарти повел войска своего отца против 11-го графа Десмонда, который потерпел поражение.
Кормак Маккарти сменил своего отца в 1530 году как 13-й принц Карбери.

## Брак и дети
Кормак Маккарти женился на Джулии, дочери Кормака Оге Лайдира Маккарти, 10-го лорда Маскерри (1447—1536). Это был его первый, а у неё второй брак. Она была вдовой Джеральда Фицмориса, 15-го барона Керри, умершего в 1550 году. У Кормака и Джулии было два сына и четыре дочери:
- Донал на Пипи Маккарти Риг (? — 1612), 17-й принц Карбери (1592—1606).
- Дермонд на-Глак Маккарти
- Кэтрин Маккарти, вышла замуж за Джона Батлера из Килкэша (ум. 1570), отца Уолтера Батлера, 11-го графа Ормонда[6][7]
- Гонория Маккарти, вышла замуж за своего дальнего родственника Оуэна Макдонога Маккарти, принца Духаллоу.
- Эллинор Маккарти, вышла замуж за своего кузена Дермода Маккарти из Эннискина.
- Эллен Маккарти, вышла замуж сначала в 1572 году за сэра Джеймса Фитцджеральда, лорда Дециеса (ум. 1581)[8] , и во вторую очередь за

Джеймса Фицричарда де Барри, лорда Ибана и 4-го виконта Баттеванта (1520—1581, предка графов Бэрримора. Эллен, похоже, была внебрачным ребёнком.
После смерти Маккарти его жена выйдет замуж в третий раз за Эдмунда Батлера, 1/11 барона Данбойна (умер в 1566 г.)

## Смерть
Кормак на Хаоине Маккарти Риг, принц Карбери, скончался в 1567 году. Согласно законам Бреона и танистри, ему наследовал его брат Фингин Маккарти в качестве 14-го принца Карбери.